# Rufoclanis numosae
Rufoclanis numosae är en fjärilsart som beskrevs av Hans Daniel Johan Wallengren 1860. Rufoclanis numosae ingår i släktet Rufoclanis och familjen svärmare. Inga underarter finns listade.

## Bildgalleri

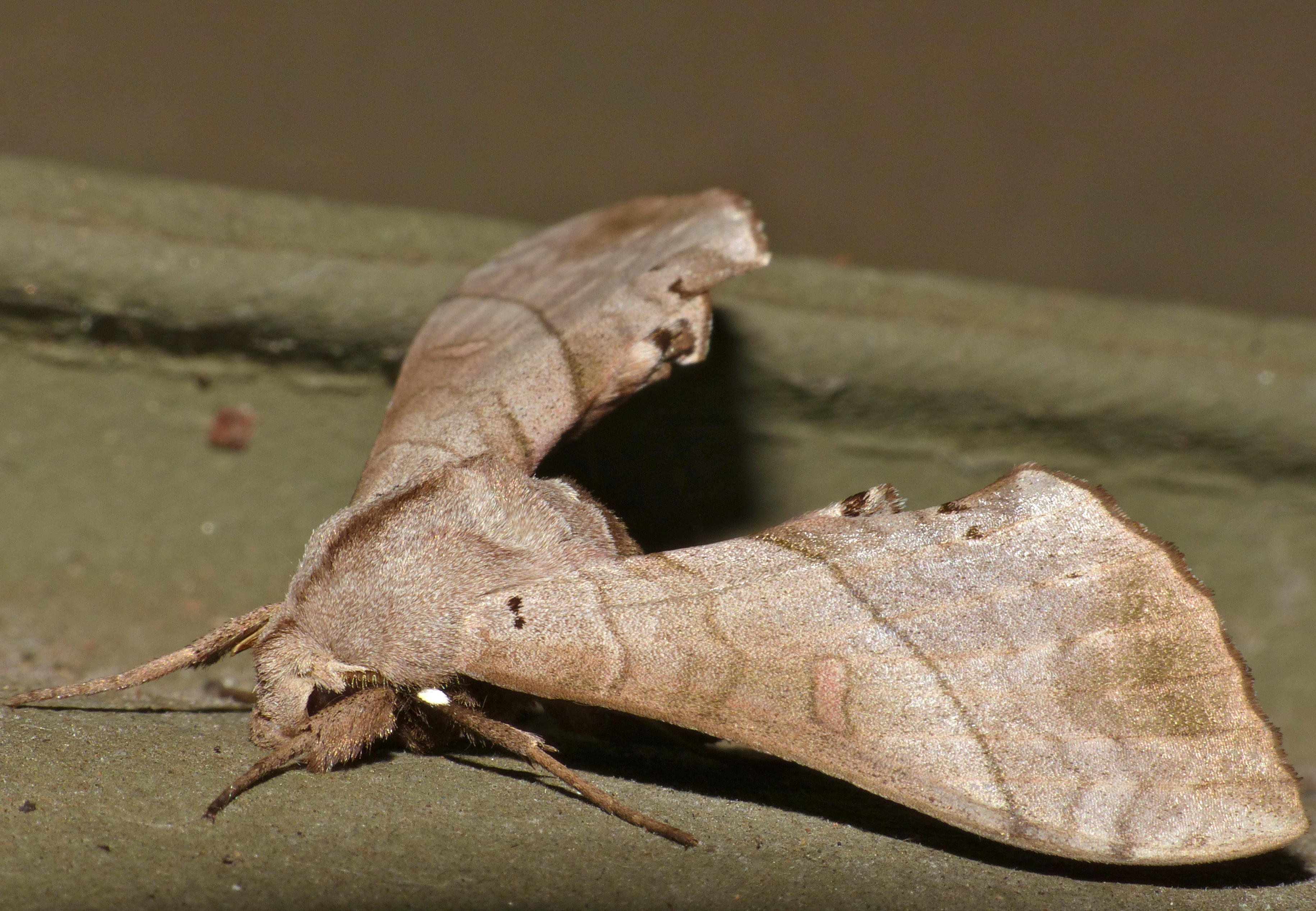
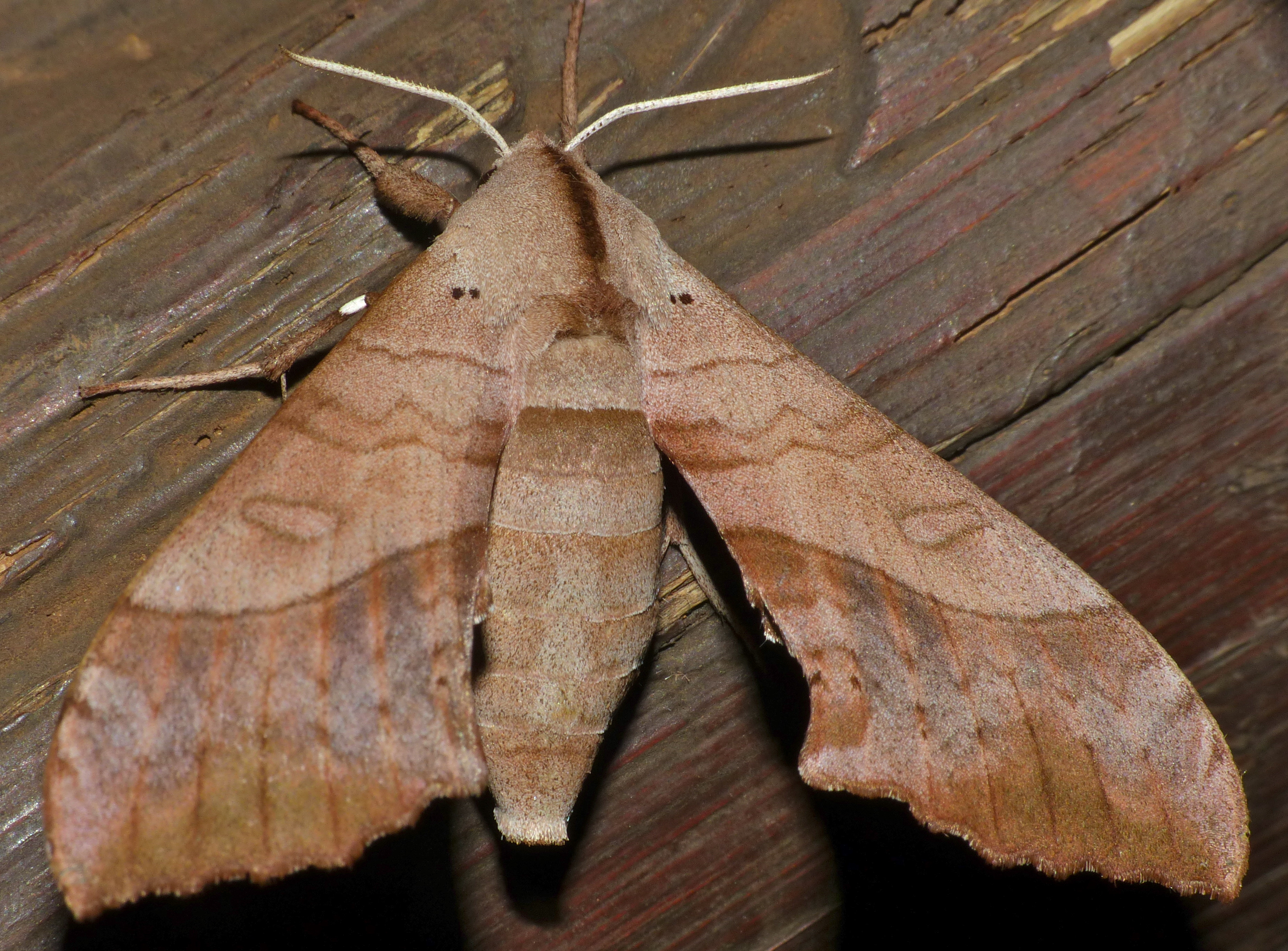
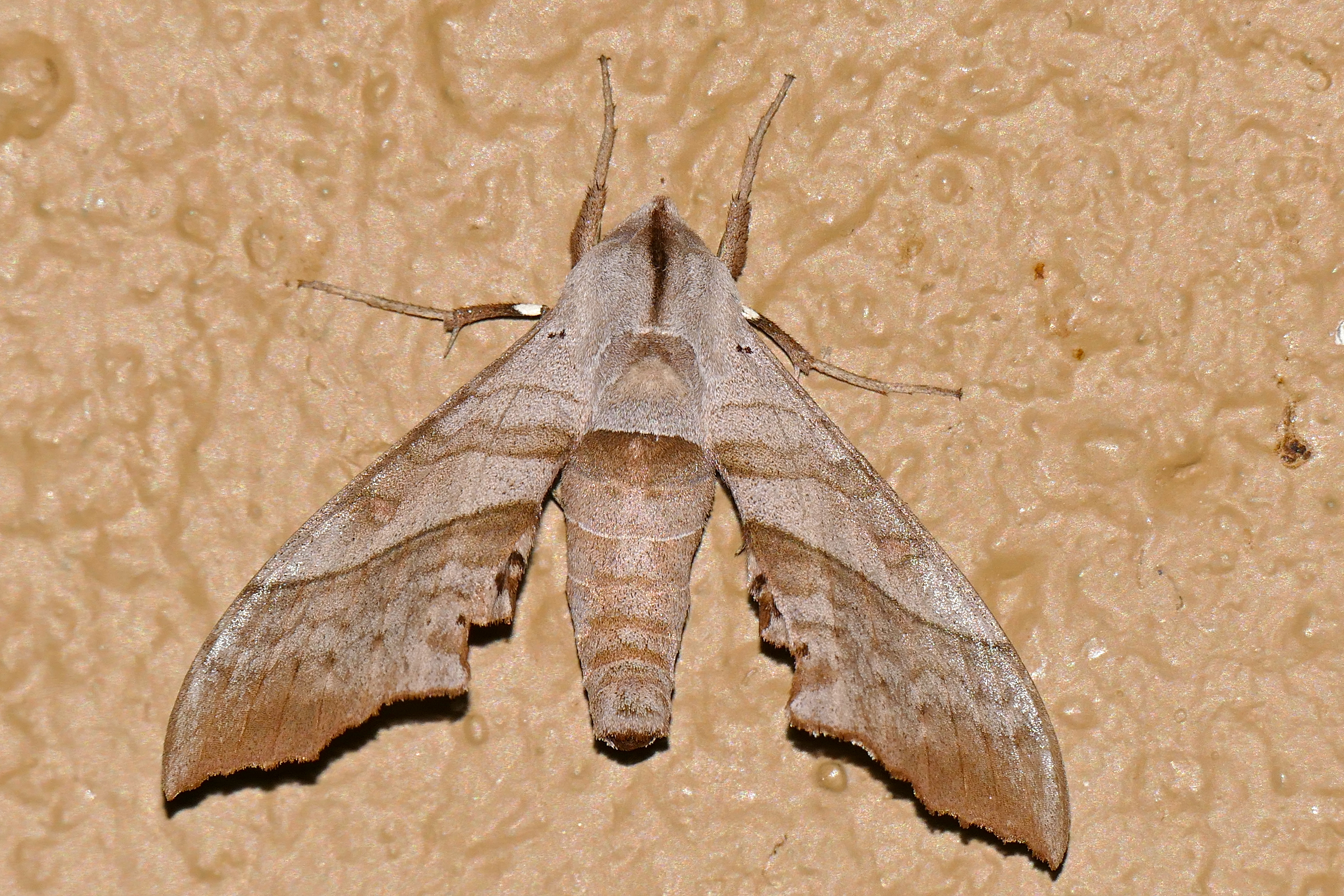